# Трембкі-Старі
Трембкі-Старі (пол. Trębki Stare) — село в Польщі, у гміні Закрочим Новодворського повіту Мазовецького воєводства.
Населення — 411 осіб (2011).
У 1975-1998 роках село належало до Варшавського воєводства.

## Демографія
Демографічна структура станом на 31 березня 2011 року:
|          | Загалом | Допрацездатний вік | Працездатний вік | Постпрацездатний вік |
| -------- | ------- | ------------------ | ---------------- | -------------------- |
| Чоловіки | 210     | 50                 | 149              | 11                   |
| Жінки    | 201     | 54                 | 113              | 34                   |
| Разом    | 411     | 104                | 262              | 45                   |